# عقرباويات سوطية
العقرباويات السوطية[بحاجة لمصدر] (الاسم العلمي: Thelyphonida) هي رتيبة من العنكبوتيات تتبع طائفة العنكبوتيات من شعبة مفصليات الأرجل.

## فصائل
- العقارب السوطية